# زمین‌لرزه ۱۹۶۴ گوررو
زمین‌لرزه مکزیک  در تاریخ ۶ ژوئیه ۱۹۶۴ میلادی، برابر با ‎۱۵ تیر ۱۳۴۳، ساعت ۷:۲۲:۱۲ به زمان یوتی‌سی در مکزیک رخ داد. ژرفای این زلزله ۹۲٫۴ کیلومتر بود. بزرگی آن ۷٫۲ در مقیاس mB اعلام شده‌است. زمین‌لرزه به وقت محلی در روز دوشنبه، ساعت ۱ روی داده و منطقه زمانی آن یوتی‌سی -۶ بوده‌است (با لحاظ تغییر ساعت تابستانی).
سازمان زمین‌شناسی آمریکا نیز جای این زمین‌لرزه را در مختصات ۱۸°۱۸′شمالی ۱۰۰°۲۴′غربی / ۱۸٫۳°شمالی ۱۰۰٫۴°غربی و بزرگی آنرا برابر با ۷٫۴ در مقیاس ریشتر اعلام کرده‌است. ژرفای گزارش شده از سوی این سازمان ۱۰۰ کیلومتر می‌باشد.
شمار کشتگان زلزله حدود ۳۰ نفر بوده‌است.